# Gyula Szalai
Gyula Szalai (* 27. Mai 1968 in Budapest) ist ein ungarischer Badmintonspieler. 

## Karriere
Gyula Szalai wurde 1994 erstmals ungarischer Meister, wobei er sowohl im Herreneinzel als auch im Herrendoppel erfolgreich war. Fünf weitere Titelgewinne folgten bis 1998. Des Weiteren konnte er drei Mannschaftsmeistertitel erkämpfen. 1995 nahm er an der Badminton-Weltmeisterschaft teil.

## Sportliche Erfolge
| Saison | Veranstaltung                 | Disziplin    | Platz | Name                         |
| ------ | ----------------------------- | ------------ | ----- | ---------------------------- |
| 1994   | Ungarn: Einzelmeisterschaften | Herreneinzel | 1     | Gyula Szalai                 |
| 1994   | Ungarn: Einzelmeisterschaften | Herrendoppel | 1     | Gyula Szalai / György Vörös  |
| 1995   | Ungarn: Einzelmeisterschaften | Mixed        | 1     | Gyula Szalai / Andrea Ódor   |
| 1996   | Ungarn: Einzelmeisterschaften | Mixed        | 1     | Gyula Szalai / Csilla Fórián |
| 1997   | Ungarn: Einzelmeisterschaften | Mixed        | 1     | Gyula Szalai / Csilla Fórián |
| 1998   | Ungarn: Einzelmeisterschaften | Herreneinzel | 1     | Gyula Szalai                 |
| 1998   | Ungarn: Einzelmeisterschaften | Herrendoppel | 1     | Gyula Szalai / Zsolt Kocsis  |

## Referenzen
- Ki kicsoda a magyar sportéletben? Band 3 (S–Z). Szekszárd, Babits Kiadó, 1995. ISBN 963-495-014-0

| Personendaten    | Personendaten                |
| ---------------- | ---------------------------- |
| NAME             | Szalai, Gyula                |
| KURZBESCHREIBUNG | ungarischer Badmintonspieler |
| GEBURTSDATUM     | 27. Mai 1968                 |
| GEBURTSORT       | Budapest                     |